# 鱼台县
鱼台县是中华人民共和国山东省济宁市所辖的一个县。地處魯西南，位於魯蘇兩省交界處，微山湖西岸，因境內遺有魯隱公觀魚處而得名，素有“魚米之鄉、孝賢故里、濱湖水城”之美譽，总面积为654平方公里。縣人民政府駐濱湖街道觀魚大街。
魚台是“千年古縣”，是儒家“孝賢文化”的特色文化區域，運河文化、湖西紅色文化、湖漁文化、民俗文化等也獨具特色。

## 行政区划
鱼台县下辖2个街道办事处、9个镇：
谷亭街道、滨湖街道、清河镇、鱼城镇、王鲁镇、张黄镇、王庙镇、李阁镇、唐马镇、老砦镇和罗屯镇。

## 人口
根据(山东省)济宁市第七次全国人口普查普查公报显示鱼台县常住人口为420010人，男性人口占比51.18%，女性人口占比48.82%。

## 交通
- 237国道过境。